# Castell-Palau del Senyor de Bicorb
El Castell-Palau del Senyor de Bicorb està situat al nucli històric de la població, la seua façana principal dona a la plaça del seu mateix nom i per la seua part posterior recau sobre el riu Escalona i la carretera que comunica el poble amb Millars i Quesa. Aquesta última vista, hui en dia ha desaparegut, ja que han aixecat un edifici a la part posterior.
A la població de Bicorb va existir una fortalesa des de temps immemorials, però no ens han arribat notícies de com era en realitat, el seu origen fou doncs àrab o fins i tot anterior. Més tard, sobre l'antic Castell es va edificar la nova construcció que va servir de base pel palau dels senyors de Bicorb. Actualment es conserva la façana principal, del Renaixement, i un arc de mig punt sobre el qual apareix l'escut heràldic del comte, que és conegut com La Puerta del Castillo. Està declarat, per Declaració Genèrica, com a Bé d'Interés Cultural, amb anotació ministerial núm.: R-I-51-0010977.

## Història
Jaume I donà Bicorb a Sancho Martín de Oblites, qui passaria d'aquesta manera a ser el primer senyor conegut de Bicorb, fets que consten en un document datat en 1259. Però del primitiu castell donat, no es té més informació que l'apareguda en l'esmentada documentació de donació. Es van succeir diversos senyors, del llinatge Orís fins a Martí Sanxis d'Orís, que el vengué el 1392 al llinatge Vilanova, fins que l'any 1493 n'és senyor Francesc Joan de Vilanova. El seu fill Lluís de Vilanova Rumeu fou el primer Baró de Bicorb, i fou qui reedificà el castell en estil renaixentista. El seu net Lluís Castellar de Vilanova, primer Comte de Castellà, va participar activament en l'expulsió dels moriscos.
La convivència entre moros i cristians anà deteriorant-se, fins que es va promulgar el ban d'expulsió en 1609. No obstant això alguns moriscos es van resistir a l'expulsió i es van fer forts a les zones més abruptes del Regne. De fet, a Bicorb, a més d'assassinar el governador, mitjançant una emboscada, van atacar el Castell, l'església i la rectoria; fugint més tard, amb tot allò furtat, cap a la Mola de Cortes el 22 d'octubre de 1609, unint-se'ls els de Benedrix i Quesa.
Com a conseqüència de l'expulsió dels moriscos es produí la pèrdua d'una gran part de la superfície de cultiu per falta de mà d'obra. Per posar remei a aquesta situació fou necessari repoblar aquestes terres, així, es consideren diverses cartes pobles a l'efecte. Per herència, el senyoriu i baronia, van passar el 1647 a Tomàs de Castellví Adell, quedant en possessió d'aquesta família fins a l'abolició efectiva dels senyorius en 1853. Al començament del segle xx, el castell era propietat d'un metge que fou assassinat.

## Descripció artística
Com ja hem dit adés, del primitiu castell donat per Jaume I no es té més informació, que el fet d'aparèixer esmentat en el mateix document de donació. Sobre el mateix edifici es va edificar posteriorment el que es conserva en l'actualitat, aixecat al segle xvi. La seua construcció va tenir lloc l'any 1555, ja que així consta en l'índex de l'antic arxiu senyorial de Bicorb, encara que no es trobe l'expedient corresponent a l'actualitat.
El seu estil és renaixentista i de les parts conservades del mateix destaca la porta principal amb arc de mig punt, remarcat per frontó sobre pilastres amb l'escut heràldic del Comte de Bicorb amb sis casernes que representen les armes dels Castellví i els Vilanova, franquejats per dos lleons i envoltat de decoració floral. L'historiador Gaspar Escolano el defineix al segle xvi com "un bell castell, llaurat a la moderna" i Madoz al seu diccionari de mitjan segle xix el menciona de la següent manera: "ocupa una extensió de 42 passos regulars en quadre, amb quatre torrasses espitllerades en els seus angles, formant tot una sola mola imponent. Gran part d'ell és de pedra carreu i dins té un bonic oratori i una mina subterrània que recorre part del poble i té una sortida pel riu, en el punt anomenat dels Olmos".
També posseïa un aljub de considerable capacitat que encara es conserva en l'actualitat. La Mina tenia la finalitat de servir de túnel d'escapament en cas d'atac a la fortalesa. En el seu interior, que després es va dedicar a fusteria i sala de cinema fins a 1989, se situava a finals del segle XX una fàbrica de filats i els extrems de l'antiga façana, abans ocupades per torrasses ho estaven per habitatges.
De l'ornament es conserva poc: la porta d'accés amb arc de mig punt flanquejat de pilastres sobre podis sobre les quals es troba un frontó en el timpà està situat l'escut senyorial; a la finestra sobre la porta anterior es conserva part de la motllura gòtica que la circumdava; a l'interior es troba una xemeneia que conserva dues consoles amb volutes que formaven part de la decoració.